# Металлургическая лаборатория Чикагского университета
Металлургическая лаборатория Чикагского университета (англ. Metallurgical Laboratory, Met Lab) — научно-исследовательский комплекс в Чикагском университете, во время Второй мировой войны занимавшийся исследованиями радиоактивных материалов и ядерных реакций в рамках Манхэттенского проекта. В металлургической лаборатории под руководством Энрико Ферми была продемонстрирована первая в мире самоподдерживающаяся цепная ядерная реакция.